# Vodice (Cres)
Vodice (olaszul: Vodizze) falu Horvátországban Tengermellék-Hegyvidék megyében. Közigazgatásilag Creshez tartozik.

## Fekvése
Cres szigetének északi részén, Cres városától 6 km-re északra, 300 méteres magaslaton, tengertől légvonalban mintegy 600 méterre  fekszik.

## Története
A sziget többi részével együtt 1822-től osztrák uralom alatt állt, majd 1867 és 1918 között az Osztrák–Magyar Monarchia része volt. 1880-ban 29, 1910-ben 47 lakosa volt. Az Osztrák-Magyar Monarchia bukását rövid olasz uralom követte, majd a település a Szerb–Horvát–Szlovén Királyság része lett. A második világháború idején olasz csapatok szállták meg. A háborút követően újra Jugoszláviához került. 1991-ben az önálló horvát állam része lett. 2011-ben mindössze 7 lakosa volt.

## Lakosság
| Lakosság változása | Lakosság változása | Lakosság változása | Lakosság változása | Lakosság változása | Lakosság változása | Lakosság változása | Lakosság változása | Lakosság változása | Lakosság változása | Lakosság változása | Lakosság változása | Lakosság változása | Lakosság változása | Lakosság változása | Lakosság változása |
| ------------------ | ------------------ | ------------------ | ------------------ | ------------------ | ------------------ | ------------------ | ------------------ | ------------------ | ------------------ | ------------------ | ------------------ | ------------------ | ------------------ | ------------------ | ------------------ |
| 1857               | 1869               | 1880               | 1890               | 1900               | 1910               | 1921               | 1931               | 1948               | 1953               | 1961               | 1971               | 1981               | 1991               | 2001               | 2011               |
| 0                  | 0                  | 29                 | 35                 | 43                 | 47                 | 0                  | 0                  | 58                 | 46                 | 33                 | 31                 | 25                 | 12                 | 12                 | 7                  |

## Nevezetességei
Szent István első vértanú tiszteletére szentelt kápolnája a szigetet átszelő főút nyugati oldalán áll. Egyszerű négyszög alaprajzú épület bejárata elé épített, oszlopokon nyugvó előtérrel. Homlokzata felett alacsony nyitott, római típusú harangtorony áll, benne egy haranggal.